# Egídio
Egídio (? - 464) foi governante do Reino de Soissons, por um curto  período, de 461 a 464/465 d.C. Antes de sua ascensão, foi o mestre dos soldados da Gália (magister militum per Gallias). Egídio, um fervoroso defensor de Majoriano, rebelou-se contra Ricímero quando esse assassinou Majoriano e o substituiu por Líbio Severo. É possível que Egídio tenha prometido sua lealdade a Leão I, o Imperador Romano do Oriente. Egídio repetidamente ameaçou invadir a Itália e destronar Líbio Severo, mas nunca realmente lançou tal invasão; historiadores sugeriram que ele não estava disposto a iniciar uma invasão devido à pressão dos visigodos, ou porque deixaria a Gália exposta.
Egídio morreu repentinamente após uma grande vitória contra os visigodos. Historiadores antigos dizem que foi assassinado, mas não dão o nome do assassino, enquanto historiadores modernos acreditam que é possível que sua morte tenha sido por causas naturais. Foi sucedido por seu filho Siágrio, que seria o segundo e o último governante do Reino de Soissons.

## Biografia
Egídio nasceu na Gália, uma província do Império Romano do Ocidente. Acredita-se que é originário da família aristocrática dos Siágrios, com base no nome de seu filho Siágrio. Embora essa evidência não seja absoluta, os historiadores modernos consideram provável uma conexão com a família, por nascimento ou casamento. Egídio serviu sob Aécio durante o tempo deste como mestre dos soldados do Império Romano do Ocidente. Também serviu ao lado do futuro imperador Majoriano. Egídio era um membro fundador da facção de Majoriano e Ricímero, ou então rapidamente se juntou a ela. Depois que Majoriano se tornou imperador, Egídio recebeu o título de mestre dos soldados da Gália em 458, como recompensa por sua lealdade. No mesmo ano, Egídio liderou tropas na Batalha de Arelate, contra os visigodos do rei Teodorico II. Egídio é creditado por fontes antigas como sendo a principal causa da derrota de Teodorico II. Como resultado da batalha, o rei foi forçado a devolver ou território visado por Hispânia ao Império Romano do Ocidente e se submeter novamente a ser um vassalo romano.
Depois que Ricímero assassinou o imperador Majoriano em 461 e o substituiu por Líbio Severo, Egídio se recusou a reconhecer o novo imperador. Da mesma forma, não foi reconhecido pelo imperador romano oriental Leão I, que era considerado o imperador sênior. Egídio pode ter prometido sua lealdade diretamente a Leão I, a fim de legitimar sua independência do Império Romano do Ocidente e sua retenção das legiões gaulesas. Repetidamente ameaçou invadir a Itália, mas nunca o fez. O historiador moderno Penny MacGeorge sugeriu que isso era devido à pressão dos visigodos, enquanto outros afirmam que ele era incapaz ou não estava disposto a marchar para a Itália, deixando a Gália exposta. Sabe-se que, durante esse período, Ricímero cedeu Lugduno aos Burgúndios, e Narbona e a maior parte de Gália Narbonense aos visigodos, em troca de alianças.
Ricímero provavelmente nomeou um substituto para Egídio, apesar do fato dele ter mantido a maioria ou todas as suas forças gaulesas. As duas pessoas com maior probabilidade de receberem o título de mestre dos soldados da Gália foram o general romano Agripino, ou o rei da Borgonha Gondioco, cunhado de Ricímero. Por volta dessa época, Egídio enviou embaixadas ao rei vândalo Gaiserico, provavelmente em um esforço para formar uma aliança para se opor a Ricímero. Segundo algumas fontes antigas, o rei franco Quilderico I, que controlava grande parte do norte da Gália, foi exilado em algum momento após 457, e os francos então elegeram Egídio para governá-los. As fontes antigas continuam dizendo que Egídio os governou por oito anos, antes que Quilderico fosse lembrado e reintegrado como rei. Essa história é considerada fictícia pela maioria dos historiadores modernos. Outra narrativa dada por fontes primárias é que Quilderico formou uma aliança com Egídio, embora isso tenha poucas evidências históricas e se oponha diretamente a evidências arqueológicas, que apoiam a teoria do Reino de Soissons, o nome historiográfico dado ao território governado por Egídio e seu filho Siágrio, contendo a expansão dos francos.
Egídio recapturou Lugduno dos borgonheses em 458 e repeliu uma invasão pelos visigodos em 463, derrotando-os na Batalha de Orleães. Nesta batalha, as forças de Egídio mataram o general visigodo Frederico, que era irmão de Teodorico. Algumas fontes dizem que as forças de Egídio foram reforçadas pelas forças francas. Egídio também ganhou um compromisso menor contra os visigodos perto de Quinão, em uma data desconhecida. Apesar dessas vitórias, ele não tomou a ofensiva contra a posição visigótica na Aquitânia, possivelmente devido à falta de recursos, ou devido a ameaças de conde Paulo, Gondioco e os generais romanos ocidentais Arbogasto e Agripino.
É registrado que Egídio morreu repentinamente, no final de 464 ou no final de 465. Fontes da época relatam que ele foi assassinado ou envenenado, mas não menciona um criminoso. Os historiadores modernos consideram possível que ele tenha morrido uma morte natural. Após sua morte, foi sucedido por seu filho Siágrio. É relatado que Siágrio mudou sua sede de governo para Soissons, o que mais tarde daria ao governo separatista de Egídio e Siágrio o nome historiográfico do Reino de Soissons. Os francos derrotaram Siágrio e capturaram Soissons nos anos 480.